# Беатріс Гомес Кортес
Беатріс Гомес Кортес (29 грудня 1994) — іспанська плавчиня.
Учасниця Олімпійських Ігор 2012 року.